# Fred De Palma
Fred De Palma, seudónimo de Federico Palana (Ceva, 3 de noviembre de 1989), es un cantautor y rapero italiano.

## Biografía

### Primeros años
Hijo de Mimma Nicolosi, escultora, y Antonio Palana, comienza su carrera musical en 2007, a través del conocimiento de las principales personalidades destacadas de la escena turinesa, mostrando pronto una fuerte aptitud para el freestyle, que en poco tiempo le valió una considerable notoriedad en el entorno. Sus numerosas participaciones en los principales concursos de freestyle entre Turín y Milán le pusieron en contacto con nuevas realidades y en 2010 conoció a Dirty C, con el que formó el grupo Royal Rhymes, comenzando a hacer los primeros experimentos en el estudio.
A principios de 2010, el grupo firmó un contrato discográfico con el sello independiente Trumen Records, entrando en contacto con los productores Jahcool y Double H Groovy. Por la misma época, Fred De Palma continuó participando en diversas competiciones de estilo libre, obteniendo una victoria en Zelig Urban Talent 2011 y el tercer lugar en 2012 en el programa de televisión MTV Spit, detrás de Nitro y Shade. El 23 de noviembre de 2011, Royal Rhymes lanzó su álbum debut homónimo, a través de Saifam Group. Le siguió el EP God Save the Royal, lanzado el 10 de julio de 2012.

### Carrera en solitario
Durante 2012 Fred De Palma se embarcó en una carrera en solitario, grabando su primer álbum FDP en dos semanas, que fue lanzado el 6 de noviembre del mismo año. En junio de 2013 se publicó el videoclip de la canción inédita Passa il specchio, creada por él junto a los raperos Moreno, Clementino y Shade, mientras que hacia finales de septiembre del mismo año se unió al colectivo Roccia Music de Marracash, creando el álbum Genesi con los artistas pertenecientes al colectivo, lanzado el 18 de octubre. Dentro del álbum, De Palma participó en cuatro canciones, entre ellas Lettera al successo, que dio título a su segundo álbum de estudio lanzado en junio de 2014. 
El 17 de diciembre de 2014 anunció su despedida del colectivo Roccia Music por motivos que definió como privados. Posteriormente, el 10 de febrero de 2015 reveló que había firmado un contrato discográfico con Warner Music Italia, con quienes lanzó su tercer álbum BoyFred, que salió el 2 de octubre del mismo año. El álbum está compuesto por catorce temas y presenta un cruce entre los sonidos hip hop que caracterizaron su carrera temprana con los del trap y el reggaetón, género este último al que el artista luego se acercó más en los años siguientes.
En septiembre de 2017 lanzó su cuarto álbum Hanglover, precedido por los sencillos Il cielo guarda te, Adiós y Ora che . En el álbum, el artista colabora con varios productores, incluidos Takagi & Ketra, Davide Ferrario y Mace. El 15 de junio de 2018 lanzó el sencillo D'estate non vale, en colaboración con Ana Mena. Un año después, renovó la colaboración con la cantante española con el sencillo Una volta ancora. Todos estos sencillos serán incluidos posteriormente en la lista de canciones del quinto álbum de la cantante, Uebe, lanzado el 13 de septiembre de 2019 y también promocionado por el sencillo Il tuo profumo, grabado junto a Sofía Reyes y lanzado en octubre del mismo año. 
En 2020 fue el turno de Paloma, cantada junto a la cantante brasileña Anitta, seguida el 12 de marzo de 2021 por Ti raggirò, que se convirtió en la banda sonora del comercial Wind Tre protagonizado por el showman Fiorello. En 2021 se lanzó la canción Un altro ballo, grabada nuevamente con Anitta. En 2022 fue el turno de Romance, en colaboración con Justin Quiles. El 17 de junio de 2022 se lanzó el sencillo Extasi. En 2023 se lanzan los sencillos Adrenalina y Melodia criminal (tercero con Ana Mena), junto a Mala en colaboración con Lazza y Tony Effe.
En febrero de 2024 participó por primera vez en la competición del 74° Festival de San Remo con la canción Il cielo non ci vuole, que quedó en último lugar en la noche final. Durante la cuarta velada dedicada a las versiones, cantó a dúo con Eiffel 65 un popurrí de sus canciones. El 7 de junio se lanzó el single de verano Notte cattiva, en colaboración con Guè. El single Passione estuvo disponible el 19 de julio. El 18 de octubre se lanzó el sencillo Mmh, en colaboración con Rose Villain. El 11 de abril de 2025 se lanzó el sencillo Sexy rave, en colaboración con Baby Gang. El 23 de mayo fue lanzado el sencillo Barrio lampada.

## Discografía

### Como solista
- 2012 – F.D.P.
- 2014 – Lettera al successo
- 2015 – BoyFred
- 2017 – Hanglover
- 2019 – Uebe
- 2021 – Unico

### Con las Royal Rhymes
- 2011 – Royal Rhymes

## Participación en certámenes de canto
- Festival de San Remo (Rai 1)
  - 2024 – 30º puesto con Il cielo non ci vuole